# Mérlegen a Föld
A Mérlegen a Föld című könyvet 1992-ben írta Al Gore.
Earth in the Balance: Ecology and the Human Spirit (ISBN 0-395-57821-3, paperback ISBN 1-85383-137-9) A könyv a Föld Napja Alapítvány gondozásában készült. Nancy Lafon Gore Hunger-nek, Al Gore nővérének ajánlotta az írását, melyet alelnöki pozíciójának idején írt a szerző. A globális felmelegedési válságról szól ezen munkája. A magyar kiadás egy évre készült el.
„A megmentés szükségességét a 24. óra utolsó perceinek megrázó dokumentumaival igazolja átpásztázva a Földet…”
A könyv későbbi kiadása után sor került 1992-ben egy konferenciára Rio de Janeiróban. A világ csaknem minden nemzetének vezetői jelentek meg az Egyesült Nemzetek Környezet és Fejlődés konferenciáján. A Plume-kiadás előszava 1992. szeptember 16-án lett megírva (Sioux Falls, Dél-Dakota).
Olvashatunk Roger Revelleről, aki makacs állhatatossággal meggyőzte a tudományos világot arról, hogy vegyék fel a nemzetközi geofizikai év (1957-1958) programjába a légkör CO2-koncentrációjának mérését. Nagy filozófusok gondolatait idézi Al Gore:
„Nekünk magunknak kell annak a változásnak lennünk, amit a világban látni akarunk”. Mahátma Gandhi
Az egykori alelnök kifejti a „Hajók a sivatagban” részben az Aral-tó (a világ negyedik legnagyobb tava volt) eltűnésének a folyamatát. A Csád-tóról érdekes módon nem esik szó. Szó esik ellenben a brit környezetvédő, vezető diplomatáról Sir Crispin Tickellról, aki egy 1989-ben tartott beszédében megjegyezte, hogy: „az emberek ma nagy sűrűségben élnek a világ legnagyobb folyórendszereinek alacsonyan fekvő parti területein”. „Ha kiszárad a kút” fejezetben nemcsak az ivóvízhiányról olvashatunk, hanem a tengerszint-emelkedésről (Banglades, India, Egyiptom, Hollandia, Gambia, Indonézia, Mozambik, Pakisztán, Szenegál, Suriname, Thaiföld, Kína, Maldív-szigetek, Vanuatu egyes részei vagy egészben mind a tenger alá kerülnek).

## Magyarul
- Mérlegen a Föld. Ökológia és az emberi lélek; ford. Török Katalin; Föld Napja Alapítvány, Bp., 1993